# Acanthaphritis ozawai
Acanthaphritis ozawai är en fiskart som först beskrevs av Mckay, 1971.  Acanthaphritis ozawai ingår i släktet Acanthaphritis och familjen Percophidae. Inga underarter finns listade i Catalogue of Life.